# 앤드리아 덱
앤드리아 덱(영어: Andrea Deck, 1994년 2월 5일 ~ )는 미국의 배우이다. 영화 《파가니니: 악마의 바이올리니스트》(2013)에 출연하였다. 게임 《에일리언: 아이솔레이션》(2014)에서 주인공 어맨다 리플리 역을 연기하였다.

## 출연 작품
- 파가니니: 악마의 바이올리니스트 - 샬롯 역
- 더 러버스
- 나는 부정한다 - 리오니 역
- 인스트루먼트 오브 워
- 엔테베 작전 - 패트리샤 마르텔 역